# Why You So Crazy
Why You So Crazy è il decimo album in studio del gruppo musicale statunitense The Dandy Warhols, pubblicato nel 2019.

## Tracce
1. Fred 'n' Ginger – 0:40
2. Terraform – 3:18
3. Highlife – 2:32
4. Be Alright – 3:49
5. Thee Elegant Bum – 2:28
6. Sins Are Forgiven – 2:26
7. Next Thing I Know – 4:38
8. Small Town Girls – 2:38
9. To the Church – 4:05
10. Motor City Steel – 3:07
11. Forever – 4:43
12. Ondine – 6:22